# Кочкін (Понежукайське сільське поселення)
Кочкін (рос. Кочкин; адиг. Кочкин) — хутір Теучезького району Адигеї Росії. Входить до складу Понежукайського сільського поселення.
Населення — ненаселений (2015 рік).